# El Paraíso, Totolapa
El Paraíso är en ort i Mexiko.   Den ligger i kommunen Totolapa och delstaten Chiapas, i den sydöstra delen av landet, 800 km öster om huvudstaden Mexico City. El Paraíso ligger 636 meter över havet och antalet invånare är 106.
Terrängen runt El Paraíso är kuperad. Runt El Paraíso är det ganska glesbefolkat, med 50 invånare per kvadratkilometer. Närmaste större samhälle är Acala, 17,2 km väster om El Paraíso. Omgivningarna runt El Paraíso är en mosaik av jordbruksmark och naturlig växtlighet.